# Storia di Tursi

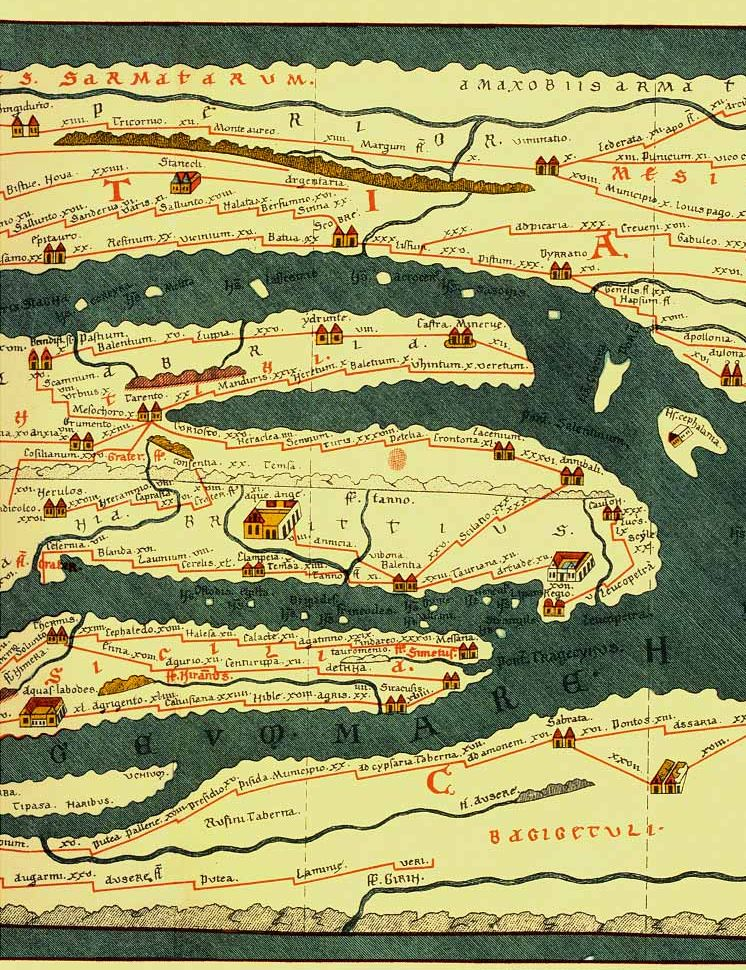
Tavola Peutingeriana del sud Italia.

La Storia di Tursi nasce verosimilmente nell'Alto Medioevo, come concordano la maggior parte degli storici, con le invasioni barbariche del V secolo da parte dei Goti nell'Italia meridionale.
In particolare però, lo storico Placido Troyli fa derivare l'origine della città, come filo diretto, dal decadimento di Pandosia, l'assiriologo François Lenormant la identifica, in epoca romana, come l'antica Turiostum della Tavola Peutingeriana, lo storico Antonio Nigro, la indica come fondata dai Goti di Odoacre verso la fine del V secolo, mentre Lorenzo Giustiniani, invece, afferma che Tursi venne fondata dai Saraceni solo nel IX secolo. Tesi quest'ultima confermata anche dall'archeologo Lorenzo Quilici, che ne indica con precisione il periodo; quando la pressione araba nella valle dell'Agri culmina con la conquista di Grumento, di Stigliano e con la fondazione di Castelsaraceno, verso l'anno 872.
Tutti però concordano sulla costruzione gotica del castello, nei primi anni del V secolo, e sul successivo dominio saraceno, attribuendo a questi ultimi l'attuale centro storico Rabatana. In realtà, nella zona collinare di "Murata", adiacente al castello, si sono rinvenute molte tombe, senza alcun corredo funerario, coperte da enormi lastroni, che indicano la zona come già abitata antecedentemente alla costruzione del castello, difatti Giacomo Racioppi sostiene che nella zona fosse già presente un Oppidum e quindi che Tursi fosse più antica del suo attuale toponimo.
Di certo è che il territorio fu abitato dalla prima età del ferro dagli Enotri ai quali si attribuisce la fondazione di Pandosia, rinominata così dagli Ioni durante la colonizzazione ellenica dello stivale.

## Origine del nome
1. Molti storici concordano che il toponimo Tursi derivi da "Turcico", un uomo d'armi di origini bizantine, comandante della zona, il quale ampliò verso valle l'antico borgo saraceno, "Rabatana", donando alla nuova zona il nome di Toursicon,Tursikon o Tursicon[11], che successivamente, con la pronuncia francese sotto il dominio normanno, divenne dapprima Tursico, poi Tursio ed infine Tursi[11]. Il toponimo Turcico, infatti, lega l'origine all'epoca bizantina e probabilmente alla restaurazione della città, attuata da Niceforo Foca il vecchio dopo l'885; e le ghiande-missili in piombo rinvenute nei pressi del castello confermano questa riconquista[12].
2. Altre fonti affermano che il nome derivi da Turris[13], facendo chiaro riferimento all'originaria torre del castello gotico[12].
3. Giacomo Racioppi indica il toponimo come derivato dal greco tύρσìς, πύργος, torre[14], facendo riferimento ad una torre di vetta, forse quella perpetuata dalla torre centrale del castello, che dominava in modo efficace l'ampiezza sottostante[12].
4. Un'ulteriore ipotesi del Racioppi indica l'origine del nome come probabile derivazione da un Turcia, nata a sua volta da Torcia o Torsia, come indicazione di "argine a ritenere le piene invernali"[15].
5. Sempre il Racioppi ipotizza ancora, rifacendosi all'etimologia popolare, che il toponimo Tursi derivi da Turchi[16], probabilmente in confusione con la memoria dapprima araba e poi bizantina della Rabatana[15].
6. Mario Cosmai, tra le altre proposte etimologiche, menziona il toponimo Tursi come un possibile derivato di Turseni o Tirreni[17].
7. Giovanni Alessio indica come possibile anche la derivazione da un personale Turcius[18].
8. Secondo l'assiriologo francese François Lenormant, invece, l'attuale toponimo ha una derivazione latina, e non greca, inquadrandola come l'antica Turiostum[3].
9. Nel 1154 il geografo arabo Muhammad al-Idrisi durante la realizzazione della Tabula Rogeriana per conto di Ruggero II di Sicilia, nel suo Kitab nuzhat al-mushtaq fi'khtiraq al-'afaq, conosciuto come il libro del re Ruggero, indica la città sotto il toponimo di Tursah[19].

Di certo però è la prima menzione documentata che risale al 968, quando la città viene citata col nome di "Turcico" e "Torre di Turcico", nella Relatio de legatione Constantinopolitana del vescovo Liutprando da Cremona. Successivamente, in epoca normanna, il nome "Turcico" si trasformò dapprima in "Tursico" e poi "Tursio", difatti nella bolla papale redatta da papa Alessandro II del 1068 la città viene menzionata proprio come "Torre di Tursio", fino a raggiungere successivamente l'etimologia attuale "Tursi".

## L'età del ferro

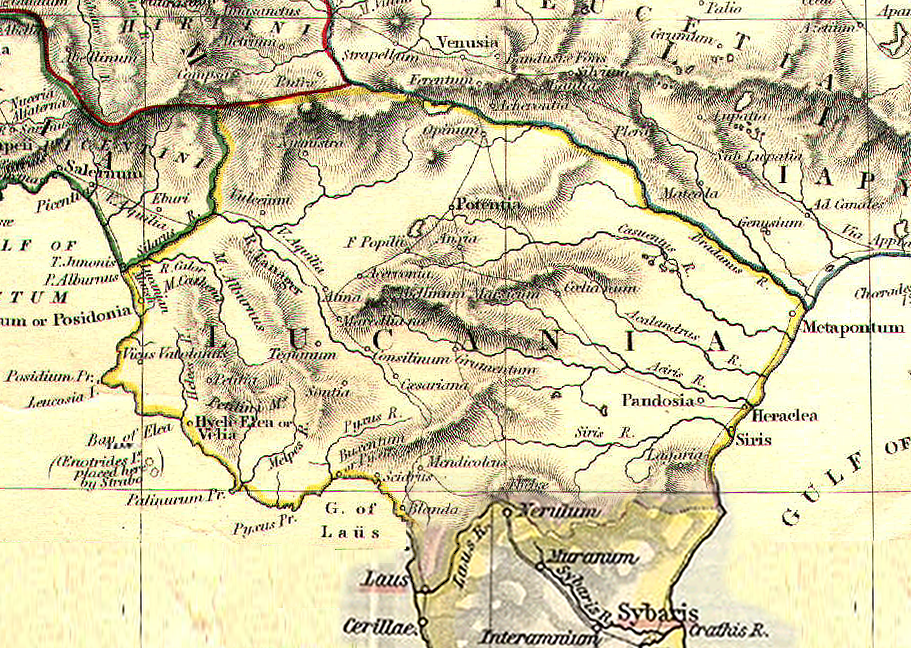
La regione storica della Lucania.

Scavi archeologici eseguiti nel territorio comunale, più precisamente, nei pressi di Anglona e nella vicina Policoro, hanno riportato alla luce innumerevoli opere attualmente custodite nel Museo archeologico nazionale della Siritide, accertando l'esistenza di insediamenti risalenti alla prima età del ferro.
A partire dal XV secolo a.C. gli abitanti di queste zone erano denominati Enotri, in particolare però gli abitanti stanziati nell'intorno dei fiumi Agri e Sinni, venivano chiamati Coni o Choni.
Successivamente, attorno all'VIII secolo a.C., sulla costa ionica, per mano dei Greci provenienti dalla Ionia, furono fondate diverse colonie, tra cui Siris, Heraclea, Metaponto e Pandosia. Siris si ritiene fondata all'inizio del VII secolo a.C. dai popoli dell'Epiro, distrutta da Metaponto, Sibari e Crotone nel VI secolo a.C., dalle sue rovine sorse Heraclea tra il 443 a.C. e il 430 a.C. Nel IX secolo la città viene menzionata col nome di Polychorium e nel 1126 in un atto di donazione al monastero di Carbone, compare l'attuale nome Policoro.
Pandosia, che confinava con Heraclea, è considerata la più antica città della Siritide, difatti, l'Antonini basandosi su passi della Genealogia di Ferecide di Atene e su passi della Storia antica di Roma di Dionigi di Alicarnasso, ipotizza che Pandosia fu fondata da Enotro, uno dei 23 figli di Licaone, molti secoli prima di Roma, e che lo stesso signoreggiò su tutta l'orientale parte della Lucania. Fu molto ricca e importante grazie alla fertilità del terreno e alla posizione strategica. I due grossi fiumi lucani, l'Agri e il Sinni, a quel tempo navigabili, e l'antica via Herculea che da Heraclea risaliva per più di 60 km la valle dell'Agri fino alla città romana di Grumentum, agevolavano le comunicazioni e quindi favorirono una rapida espansione della città.
Il Romanelli, basandosi su quanto emerso dalle tavole di Eraclea e dal Naturalis Historia di Plinio il Vecchio, afferma che la Pandosia di Lucania sia il luogo in cui perse la vita Alessandro il Molosso, re d'Epiro e zio materno di Alessandro Magno, avvenuta nel 330 a.C., in una battaglia contro il popolo dei lucani. Nel 281 a.C. fu campo di battaglia tra i Romani e Pirro re d'Epiro, che corso in aiuto dei tarentini si accampò tra Heraclea e Pandosia. Questa battaglia passò alla storia principalmente per l'utilizzo di elefanti da guerra, ancora sconosciuti ai soldati della repubblica romana. Fu proprio grazie a questo reparto che Pirro vinse la battaglia di Heraclea, riportando però un numero di perdite altissimo e proprio da questa circostanza nacque l'espressione "vittoria di Pirro". Nel 214 a.C. fu teatro di un'ennesima battaglia nel corso della seconda guerra punica tra i Romani e Annibale, re dei Cartaginesi, per conquistare il dominio sul mediterraneo.
Pandosia venne distrutta tra l'81 a.C. e il 72 a.C. durante le guerre sociali condotte dal generale romano Lucio Cornelio Silla. Dalle rovine di Pandosia sorse, poco prima dell'era cristiana, Anglona (Anglonum).

## Il Medioevo

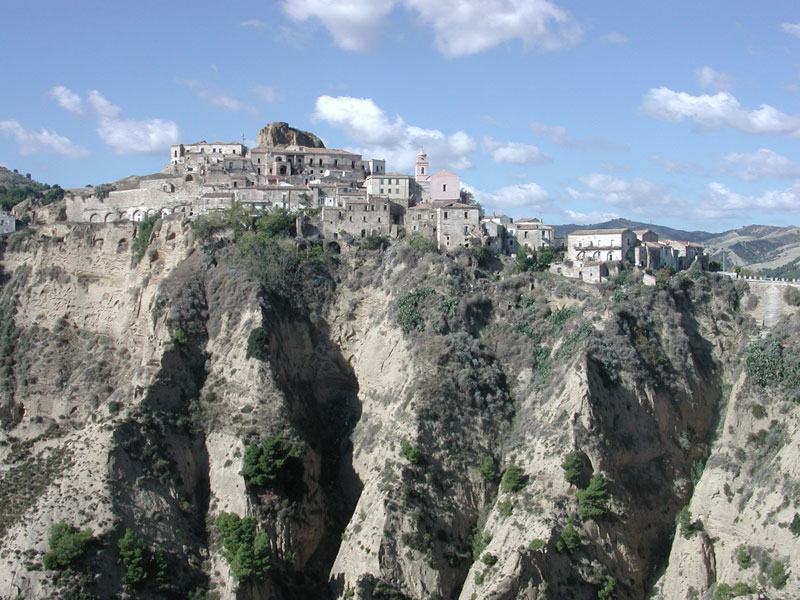
Panorama del centro storico, rione Rabatana.

Nel 410 i Visigoti di Alarico I saccheggiarono e semidistrussero Anglona. Per controllare il territorio circostante costruirono un castello su una collina a metà strada tra i fiumi Agri e Sinni. Gli abitanti sopravvissuti della città di Anglona si rifugiarono attorno al castello dando origine alla Rabatana, primo borgo popolato di Tursi.
Nel IX secolo, più precisamente attorno all'826, in piena campagna islamica nel sud Italia in tutto il territorio meridionale ci furono numerose e violente incursioni arabe. I loro eserciti provenienti dal nordafrica erano in prevalenza di origine saracena. Inizialmente queste incursioni erano destinate a depredare i villaggi e a fare prigionieri da utilizzare come schiavi nei centri dell'impero islamico. In seguito, superata l'iniziale differenza religiosa e culturale con le popolazioni autoctone, gli invasori attorno all'850 conquistarono gran parte della pianura metapontina e decisero di acquartierarsi, in zone dominanti e strategiche, per meglio controllare gli scambi commerciali all'interno del territorio. Da esperti agricoltori di colture aride e abili artigiani, quali erano, i saraceni riuscirono in breve tempo ad intrecciare pacifici rapporti con gli abitanti locali. Il fiorente scambio rese possibile lo sviluppo dei piccoli presidi militari ribāṭ in veri e propri quartieri residenziali attualmente denominate rabatane, tra i più importanti ci sono ancora oggi quello di Tursi, di Tricarico e di Pietrapertosa. Nei successivi anni, i saraceni, abitarono il borgo, lo ingrandirono e furono proprio loro a dargli il nome, a ricordo del loro borgo arabo Rabhàdi. L'impronta saracena è ancora oggi presente nelle costruzioni, negli usi, nei costumi, nel cibo e nel dialetto della Rabatana.
Nell'890 i Bizantini riconquistarono i territori che una volta appartenevano all'Impero Romano d'Occidente e riuscirono, durante le guerre arabo-bizantine, a scacciare definitivamente l'impronta araba anche dalle terre lucane. Negli anni di dominio bizantino il centro ebbe uno sviluppo sia demografico che edilizio e il borgo cominciò ad estendersi verso la valle sottostante. L'intero centro prese il nome di Toursikon, dal suo fondatore Turcico.
Verso la fine del X secolo l'imperatore Basilio I costituì prima il thema di Langobardia e il thema di Calabria e successivamente, nel 968 il thema di Lucania con capoluogo Toursikon, completando così il piano di ellenizzazione della chiesa del Catepanato. Infatti, nella sua Relatio de legatione Constantinopolitana, scritta lo stesso anno, Liutprando da Cremona riferisce che in quel tempo il patriarca Polieucte di Costantinopoli ricevette dall'imperatore Niceforo Foca l'autorizzazione ad erigere la sede metropolitana di Otranto, dando al metropolita Pietro la facoltà di consacrare i vescovi suffraganei di Acerenza, di Tursi, di Gravina, di Matera e di Tricarico. Non è chiaro però se queste disposizioni abbiano avuto reale effetto, in quanto le Notitiae Episcopatuum del patriarcato di Costantinopoli menzionano una sola sede suffraganea di Otranto, quella di Tursi., mentre le altre diocesi ricordate da Liutprando continuarono verosimilmente a gravitare nell'area di influenza latina.
Tursi divenne così sede della diocesi di rito greco con cattedra vescovile presso la chiesa di san Michele Arcangelo dove nel 1060 si svolse il sinodo dei vescovi. Il primo vescovo noto di Tursi è il greco Michele, documentato in un atto testamentario del 1050.
Successivamente, verso la fine dell'anno Mille, una grossa migrazione dei Normanni, nelle vesti di pellegrini diretti verso luoghi sacri della cristianità e nelle vesti di mercenari pronti a combattere per un pezzo di terra, giunse nel sud Italia. Fu facile inserirsi nelle lotte interne tra Longobardi e Bizantini, ottenendo ben presto terre e benefici. I Normanni contribuirono notevolmente alla crescita della città, proprio come fecero successivamente gli Svevi prima e gli Angioini poi.

### Tursi sede della diocesi
Nel 968 venne istituita a Tursi (Tursiensis) la sede vescovile e fino all'inizio del XII secolo la diocesi adottò il rito bizantino. Il primo vescovo noto di Tursi è il greco Michele, documentato in un atto testamentario del 1050. Con la seconda metà dell'XI secolo, contestualmente al passaggio del territorio in mano normmana, la diocesi venne inserita nell'organizzazione ecclesiastica latina. Nella bolla concessa da papa Alessandro II nel 1068 ad Arnaldo di Acerenza, Tursi è elencata fra le suffraganee della nuova sede metropolitana acherontina.
Tra l'XI e il XII secolo, nel contesto di un riconsolidamento degli assetti ecclesiastici della regione, la sede vescovile venne trasferita ad Anglona, a pochi chilometri da Tursi. Il primo vescovo noto con il titolo Anglonensis è Pietro, menzionato in un diploma del 1110.
Nel corso del XII secolo, negli atti ufficiali sia ecclesiastici che civili, si alternano i titoli Anglonensis e Tursiensis. Nel 1121 è attestato un Giovanni, vescovo di Tursi, mentre nel 1144 e nel 1146 lo stesso vescovo, o un omonimo, è documentato come vescovo di Anglona. Negli atti pontifici diretti ai metropoliti di Acerenza da Pasquale II (1099-1118) a Innocenzo III (1198-1216) ricorre il nome di Tursi, mentre in diplomi regi del 1167 e del 1221 compare la ecclesia Anglonensis. Alcuni autori hanno ipotizzato la coesistenza per un certo periodo di due vescovi, quello greco a Tursi e quello latino ad Anglona, ipotesi che tuttavia appare controversa e non unanimemente condivisa. Sembra tuttavia che Anglona abbia mantenuto un ruolo secondario rispetto a Tursi, infatti nel 1219 l'abitato è qualificato come castrum e non come civitas, mentre nel 1221 è indicato come "casale", indizio di un progressivo spopolamento del territorio. Nel 1320, secondo quanto riporta Ughelli, il capitolo della cattedrale operava a Tursi, mentre anche i vescovi ben presto abbandonarono l'abitato di Anglona, dato alle fiamme nel 1369, per rifugiarsi a Chiaromonte. Con la decadenza della città di Anglona e lo sviluppo di Tursi, papa Paolo III per dirimere le liti tra la curia e la camera baronale, col decreto concistoriale dell'8 agosto 1545, diretto al vescovo Berardino Elvino, sancì il trasferimento della sede vescovile di Anglona nella città di Tursi. Sede della cattedra fu la chiesa di San Michele Arcangelo, otto mesi dopo, lo stesso Pontefice con la bolla del 26 marzo 1546, trasferi definitivamente la cattedra episcopale a Tursi, nella chiesa dell'Annunziata e ordinò ai vescovi di mantenere il titolo di diocesi di Anglona-Tursi.
L'8 settembre 1976, a seguito della creazione della Regione ecclesiastica Basilicata assunse il nome di diocesi di Tursi-Lagonegro. Anglona, invece, divenne sede titolare di diocesi. Suo primo vescovo titolare dal 1977 al 1991 è stato Andrea Cordero Lanza di Montezemolo poi divenuto cardinale.
La diocesi ha 82 parrocchie e una superficie di 2.509 km². Nel 2014 contava 127.100 battezzati su 128.200 abitanti, pari al 99,1% di battezzati della popolazione totale.

#### Cronotassi dei Vescovi di rito greco di Tursi
- Michele † (menzionato nel 1050)[38][39]
- Enghelberto (o Inghilberto) † (prima del 1065 - dopo il 1068)[51]
- Leone † (? - ?)[38]
- Simeone † (prima del 1074 - dopo il 1102)[44][45][52]

## L'età moderna

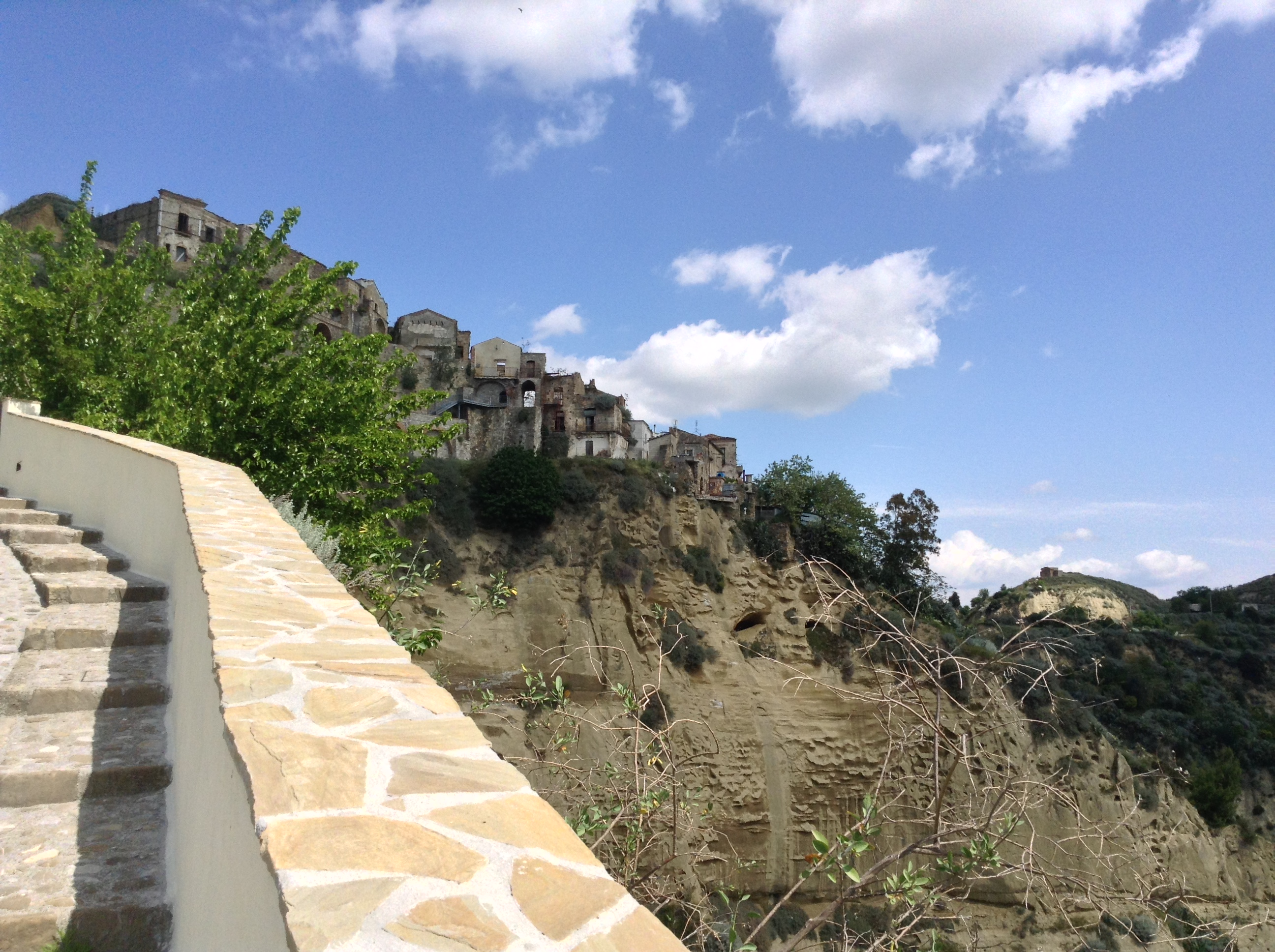
la "Petrizza", che collega la Rabatana al resto dell'abitato, voluta dal duca di Tursi, Carlo Doria, nel 1594.

Tra il XIII secolo e il XIV secolo la vicina Anglona subì numerosi incendi, in particolare nel 1369 l'intero abitato fu dato alle fiamme. L'incendio fu così forte e devastante che ne decretò il declino. Il trasferimento dei cittadini dall'abitato di Anglona, per volontà della regina Giovanna I, portò ad una significativa trasformazione di Tursi, che fino ad allora era solo riconducibile alla fortezza Rabatana. Si diede così inizio ad una massiccia attività costruttiva fuori dal ponte della Rabatana, unico accesso al fulcro dell'abitato.
Nel XVI secolo Tursi era tra le città più popolose della regione, con oltre diecimila abitanti. Nel 1543 vennero unite la diocesi di Anglona e quella di Tursi costituendo la diocesi di Anglona-Tursi, che dal 1546 ebbe cattedra a Tursi.
Nel 1552 Carlo V, imperatore del Sacro Romano Impero assegnò all'ammiraglio e statista Andrea Doria il Principato di Melfi. Alla sua morte, nel 1560 il titolo passò al nipote, il principe di Melfi Gianandrea Doria. Successivamente, nel 1594, Carlo Doria eredita dal padre la contea, poi ducato, divenendo il primo duca di Tursi. Per gratitudine verso i cittadini rinominò la sua abitazione da Palazzo Doria a Palazzo Tursi, attualmente sede del comune di Genova. In quegli anni Carlo Doria fece costruire, a sue spese, nel rione Rabatana una enorme scalinata in pietra ("petrizza"), tuttora utilizzata, che ha la particolarità di possedere lo stesso numero di gradini della scalinata presente all'interno di Palazzo Tursi.
Il massimo sviluppo della città si ebbe verso la fine del XVI secolo, periodo in cui Tursi era molto ricca e che conicide con la sua elevazione a ducato. Infatti nel 1601 lo storico Scipione Mazzella scriveva della provincia di Basilicata facendo chiaro riferimento a Tursi: ".. È questa regione la maggior parte montuosa, ma però molto fertile di ogni sorta di biade e produce buonissimi vini, produce questo bel paese in abbondanza grano, oglio, mele, cera, coriandoli, zafferano, bambace delli quali cose grandemente abbonda la terra di Tursi detta anticamente Torsia.". Il territorio della città si estendeva fino al mar Ionio e comprendeva la torre di Trisaja, a sud della foce del fiume Sinni, una delle sette torri costiere del Regno di Napoli presenti nella costa jonica lucana. Inoltre era la città della provincia con il maggior numero di fuochi, ne contava 1799, prima di Melfi 1772, Venosa 1095, Potenza 1082 e Tricarico 1073.
In un documento del 1616 si evidenzia una disputa tra due famiglie nobili di Tursi, i Picolla e i Brancalasso nell'elezione del nuovo Camerlengo della Rabatana. Questa testimonianza porta alla luce l'esistenza di una carica pubblica dell'Universitas di Tursi, preposta in particolar modo alla sicurezza della Rabatana ponendo l'accento alla netta separazione oltre che fisica anche politico-istituzionale tra il borgo e il resto dell'abitato.
Nel 1656 la peste invase le strade di Tursi e quelle dei paesi limitrofi, la popolazione si ridusse drasticamente anche a causa dell'emigrazione.
Nel gennaio del 1735 il sovrano Carlo III di Borbone è in visita alle terre lungo la costa ionica, la provincia di Basilicata allora e fino alla riforma borbonica del 1816 comprendeva 117 comuni ed era suddivisa in 4 ripartimenti: Tursi, Maratea, Tricarico e Melfi. Il ripartimento di Tursi comprendeva 30 centri abitati, si estendeva da Montescaglioso a Ferrandina, fino ai confini della Calabria e da Terranova del Pollino fino a Gallicchio, ed era sede del Regio Percettore di Basilicata.
Nel 1769 i Doria persero i terreni che furono acquistati dalle nobili famiglie dei Donnaperna, Picolla, Panevino, Camerino e Brancalasso.

## L'età contemporanea

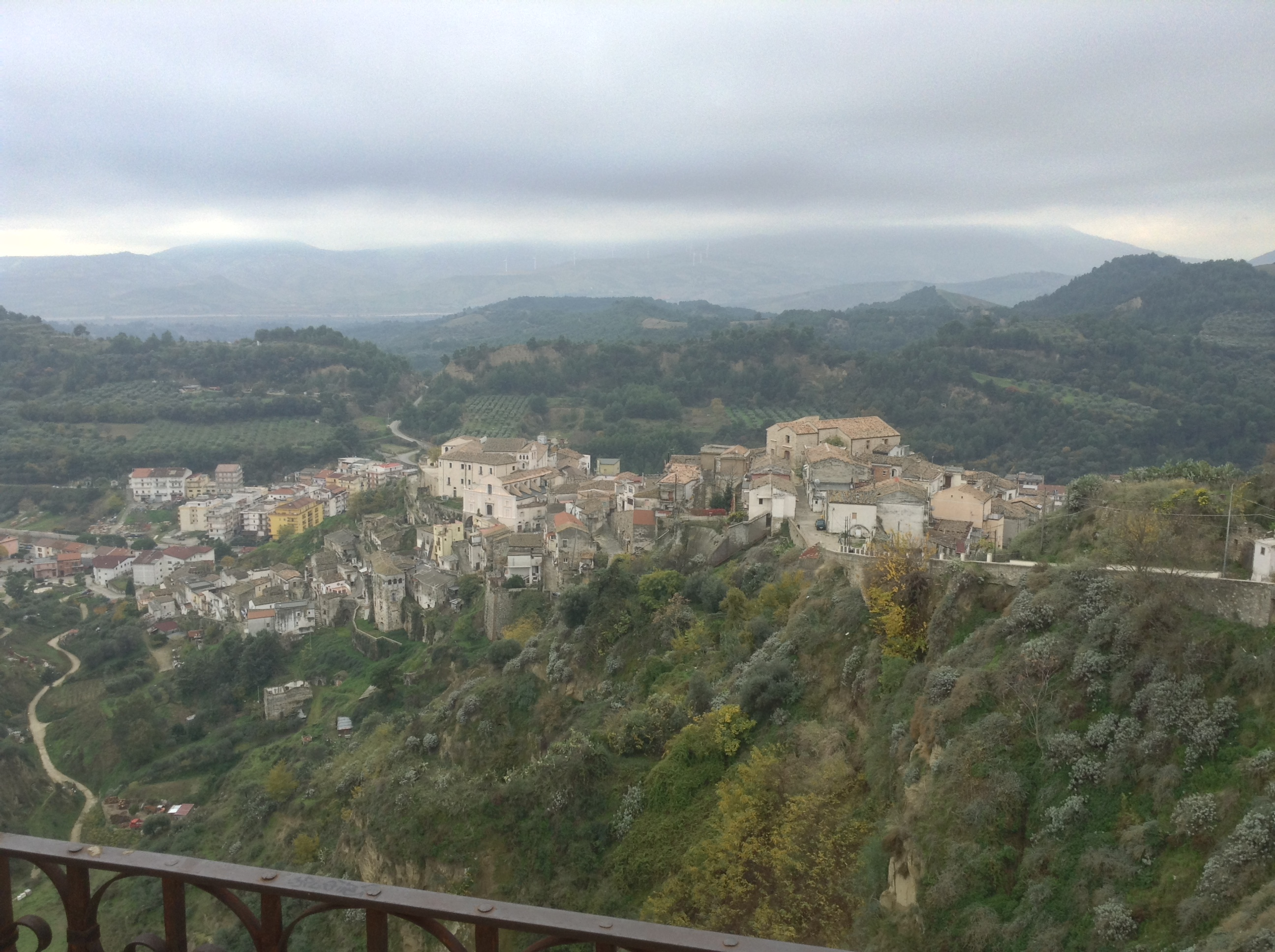
Vista di parte della città.

Nel 1799 fu annessa temporaneamente al dipartimento del Crati, ossia alla Calabria cosentina. Nel 1848 durante la primavera dei popoli, Tursi vide il manifestarsi di moti demaniali che consentirono l'occupazione di vasti territori della mensa vescovile e dei demani "Pisone", "Monaca", "Pozzo di Penne", "Pantano" e "Stigliano". Il territorio tursitano si dimostrò una zona calda per i moti demaniali, dovuto alla vasta area agraria e coltivabile di cui disponeva l'abitato, tra le più ampie della zona. Difatti nel 1860 con l'insorgere dell'insurrezione lucana, e poco prima, con l'eccidio Gattini nella città di Matera, anche a Tursi i moti non si fecero attendere. Al primo manifestarsi di agitazioni, il vescovo di Anglona-Tursi, Gennaro Acciardi, fuggi dalla città. Lo stesso, rifugiatosi a Napoli, fu il promotore di un moto reazionario diramando una "pastorale contro il nuovo ordine politico", ma le manifestazioni reazionarie furono sedate rapidamente.
Durante il 1861 con l'unità d'Italia nei boschi tra Policoro, Nova Siri, Rotondella e Tursi si attestano i primi fatti di brigantaggio. La banda del brigante Scaliero di Latronico, proprio nei pressi di Tursi, incrociò un drappello della guardia nazionale. Nella colluttazione perse la vita il milite Giuseppe Buglione. Altre bande nella zona dei boschi erano quelle del brigante Alessandro Marino, figlio naturale del barone Villani di Castronuovo, e la banda del brigante Antonio Franco di Francavilla in Sinni, entrambe si unirono nel 1862. Negli anni successivi, proprio il Marino, verrà fucilato a Tursi nel 1864 dopo essere stato catturato durante uno scontro a fuoco con la guardia nazionale di Chiaromonte.
Questi episodi e alcune incursioni a danno dei contadini locali, costrinsero il municipio di Tursi ad avanzare più volte, nei confronti della sottoprefettura una ingente richiesta di truppe; che vennero sempre respinte. Tant'è che nei mesi successivi il sindaco Egidio Lauria scrisse direttamente al prefetto di Potenza, il quale sollecitò il sottoprefetto nel disporre l'invio, a Tursi, sotto i suoi ordini, di un battaglione in arme. In realtà il sottoprefetto aveva da tempo carenza di truppe e impossibilitato all'invio di nuovi battaglioni non poté mai adempire alla richiesta del prefetto. Per questo, l'anno seguente, su ulteriore sollecitazione del sidanco, la sottoprefettura si mosse diversamente chiedendo ai carabinieri di Rotondella, alle truppe di Colobraro e alla guardia nazionale di Tursi di collaborare tra loro ed organizzarsi con il sindaco, così da intraprendere azioni mirate contro le bande.
Nei primi anni del novecento, molti giovani tursitani persero la vita sul fronte durante la prima guerra mondiale. Nella seconda guerra mondiale i militi tursitani presero parte alla campagna italiana di Russia.

### Stemma e Gonfalone di Tursi

Stemma della città di Tursi.

La torre, rappresentata cilindrica e a tre piani, ricorda quella dell'antico castello e delle origini attorno ad esso. Il sole simboleggia la luce e la vita, i due rami di alloro la gloria e la prevalenza su Anglona, gli alberi di ulivo rappresentano la ricchezza della terra.
Il sito Comuni italiani descrive così lo stemma:
Blasonatura stemma
Blasonatura gonfalone

### Fonti
1. 1 2  G. Antonini, p. 120.
2. ↑  P. Troyli, p. 431, tomo I, par. 2.
3. 1 2  F. Lenormant, I p. 196.
4. ↑  A. Nigro, pp. 45-51.
5. ↑  L. Giustiniani, p. 273.
6. ↑  L. Quilici, pp. 203-204.
7. ↑  R. Bruno, p. 19.
8. ↑  G. Racioppi, p. 54.
9. 1 2  D. Romanelli, volume 1 pp. 214-215.
10. 1 2  V. Buonsanto, p. 58.
11. 1 2 3  L. Giustiniani, p. 273, nota 3.
12. 1 2 3  L. Quilici, S. Quilici Gigli,  pp. 165-166, su books.google.it. URL consultato il 21 febbraio 2018.
13. ↑  G. Alessio, in StE- tr XIX, 1946-1947, pp. 169-170, πύργος, Turris, torre rocca come Turs-koi, Etruschi.
14. ↑  G. Racioppi, pp. 105-106.
15. 1 2  G. Racioppi, pp. 53-54.
16. ↑  Carla Marcato, Dizionario di Toponomastica, 1990, p. 672
17. ↑  M. Cosmai, p. 121.
18. ↑  G. Alessio, p. 88.
19. ↑  al-Idrisi, p. 114.
20. 1 2  Liutprando, vescovo di Cremona, Relatio de legatione Constantinopolitana.
21. ↑  F. Ughelli, c. 37.
22. ↑   Siri di Lucania, su treccani.it. URL consultato il 13 novembre 2017.
23. 1 2  G. Antonini, pp. 46-49.
24. ↑  R.J. Buck, pp. 70-86.
25. ↑  Plinio il Vecchio, nel suo Naturalis Historia, III, 98,: «et Pandosiam Lucanorum urbem fuisse Theopompus, in qua Alexander Epirotes occubuerit».
26. ↑  D. Romanelli, volume 1 pp. 262-266.
27. ↑  Eutropio, Breviarium ab Urbe condita, III, 13
28. ↑  R. Bruno, p. 15.
29. ↑  L. Quilici, p. 212.
30. 1 2 3   Carmela Biscaglia, Incursioni arabe in Basilicata (PDF), su consiglio.basilicata.it. URL consultato il 10 novembre 2017 (archiviato dall'url originale l'11 novembre 2017).
31. ↑  R. Bruno, p. 23.
32. ↑  T. Robertella, op. cit.
33. ↑  A. Guillou, p. 26.
34. ↑  J. Darrouzès, Notitia 10, p. 333, nº 675; e Notitia 13, p. 370, nº 797 (Toursikon).
35. ↑  C. Andenna, p. 7.
36. ↑  B. Visentin, p. 9.
37. 1 2  Martucci, pp. 20-21.
38. 1 2 3 4  P.F. Kehr, IX, p. 468.
39. 1 2  C. Andenna, p. 8.
40. 1 2  R. Bruno, p. 28.
41. ↑  P.F. Kehr, IX, p. 456, nº 6.
42. ↑  C. Andenna, p. 13 e 35.
43. ↑  B. Visentin, p. 11.
44. 1 2  C. Andenna, p. 14.
45. 1 2  Peters-Custot, p. 258.
46. ↑  P.F. Kehr, IX, p. 469.
47. ↑  C. Andenna, p. 15.
48. 1 2  Luisa Derosa, Diocesi e cattedrali di Basilicata Archiviato il 2 aprile 2015 in Internet Archive., «Basilicata Regione Notizie» 1999, p. 38.
49. ↑  Eubel, III, p. 110, nota 8.
50. ↑  R. Bruno, pp. 37-38.
51. ↑  Engelbertus è documentato nel 1065, mentre Ingilbertus nel 1067 e nel 1068. Secondo P.F. Kehr, IX pp. 468-470 e C. Andenna, p. 8 si tratta della stessa persona.
52. ↑  P.F. Kehr, IX p. 468 gli attribuisce 70 anni di episcopato, dal 1074 al 1144, forse per un refuso tipografico.
53. ↑  Nicola Montesano, La Rabatana di Tursi. Processi storici e sviluppi urbani Archiviato il 3 agosto 2016 in Internet Archive., «Basilicata Regione Notizie» 1999, p. 101 e 109.
54. 1 2  R. Bruno, p. 38.
55. 1 2   Carlo Doria, cenni biografici, su treccani.it. URL consultato il 10 novembre 2017.
56. ↑   Rabatana, da comune.tursi.mt.it, su comune.tursi.mt.it. URL consultato l'8 novembre 2017 (archiviato dall'url originale l'8 novembre 2017).
57. ↑  S. Mazzella, p. 122.
58. ↑  S. Mazzella, p. 128.
59. ↑  S. Mazzella, pp. 129-131.
60. ↑  N. Montesano, Tursi. Alle radici del toponimo Rabatana, in La Rabatana di Tursi. Catalogazione multimediale integrata dei Beni Culturali, a cura di Cosimo Damiano Fonseca, Matera 2004.
61. ↑  Nicola Montesano, La Rabatana di Tursi. Processi storici e sviluppi urbani Archiviato il 3 agosto 2016 in Internet Archive., «Basilicata Regione Notizie» 1999, pp. 100-101.
62. ↑  R. Bruno, pp. 65-66.
63. ↑  T. Pedio, La Basilicata.., p. 8.
64. ↑  T. Pedio, La Basilicata.., p. 9.
65. ↑  R. Bruno, pp. 73-74.
66. ↑   Carlo Colletta, Proclami e sanzioni della repubblica Napoletana, 1863,  p. 45.
67. ↑  T. Pedio, p. 53.
68. ↑  B. Pellegrino, p. 501.
69. ↑  T. Pedio, Vita politica.., p. 83.
70. ↑  M. Di Cugno, p. 165.
71. ↑   Iniziativa in ricordo del “Sergente buono” Vincenzo Rondinelli, su ecodibasilicata.it. URL consultato l'11 novembre 2017 (archiviato dall'url originale l'11 novembre 2017).
72. ↑   Blasonatura stemma e gonfalone, da comuni-italiani.it, su comuni-italiani.it. URL consultato l'8 novembre 2017.
73. ↑  D.P.R. 4 maggio 2006 - Delibera n. 2, prot. 1778, per il “Riconoscimento del Titolo di Città al Comune di Tursi, richiesta ai sensi dell'art. 18 del D.L.vo n. 18/08/2000 n. 267 TUEL”.

### Fonti antiche
Le fonti primarie sono state consultate nelle biblioteche digitali di The Latin Library e LacusCurtius:
- Eutropio, Breviarium ab Urbe condita, libro III, 13 QUI.
- Tito Livio, Periochae degli Ab Urbe condita libri, libro XI e XII QUI e QUI.
- Plinio il Vecchio, Naturalis historia, libro III, 97 e 98 QUI.
- Strabone, Geografia, VI, 1, 14.

### Fonti moderne
- Giovanni Alessio, Un'oasi linguistica preindoeuropea nella regione baltica?, Firenze, Pamphlet, 1977.
- Muhammad al-Idrisi, Libro del re Ruggero, traduzione di Amari Michele, Schiaparelli Celestino (1806-1889), 1100-1166.
- Cristina Andenna, Anglona dalle origini sino ai primi anni del Trecento, 2015.
- Giuseppe Antonini, La Lucania vol I, Napoli, ed. A. Forni, 1745, 1797, ristampato nel 1987.
- Rocco Bruno, Storia di Tursi, Ginosa, Tip. Miranda, 1977, ristampato nel 1989.
- Vito Buonsanto, Introduzione alla geografia antica e moderna delle provincie delle due sicilie di qua dal faro, Napoli, Tipografia Filomatica, 1819.
- Mario Cosmai, Antichi toponimi di Puglia e Basilicata, Bari, ed. Levante, 1991.
- Annick Peters-Custot, Les Grecs de l'Italie méridionale post-byzantine: Une acculturation en douceur, École Française de Rome, Roma, 2009, ISBN 978-2-7283-0854-5.
- (FR) Jean Darrouzès, Notitiae episcopatuum ecclesiae constantinopolitanae, Parigi, Institut Etudes Byzantines, 1981, ISBN 978-2-901049-30-2.
- Michele Di Cugno, Il brigantaggio postunitario. Dalle cronache al mito, Bari, ed. Mario Adda, 2010.
- Konrad Eubel, Hierarchia catholica Medii et Recentioris aevi sive summorum pontificum, S.R.E. cardinalium, ecclesiarum antistitum series. E documentis tabularii praesertim Vaticani collecta, digesta, edita, 1503.
- Lorenzo Giustiniani, Dizionario geografico-ragionato del Regno di Napoli, Napoli, 1797-1816.
- André Guillou, Spiritualità e società religiosa greca nell'Italia Meridionale e la Sicilia, Bari, Istituto Superiore di Teologia Ecumenica "S. Nicola", 1972.
- Paul Fridolin Kehr, Italia pontificia, sive, Repertorium privilegiorum et litterarum a Romanis pontificibus ante annum MCLXXXXVIII Italiae ecclesiis monasteriis civitatibus singulisque personis concessorum: Etruria, Apud Weidmannos, 1908.
- (FR) François Lenormant, La Grande Grèce, Paris, 1881-1884.
- Martucci, Ragionamento intorno al pieno dominio della Real Mensa Vescovile di Anglona e Tursi sul feudo di Anglona contro l'Università ed alcuni particolari cittadini di Tursi, Napoli, 1790.
- Scipione Mazzella, Descrittione del regno di Napoli, Napoli, G. B. Cappelli, 1601.
- Antonio Nigro, Memoria tipografica ed istorica sulla città di Tursi e sull'antica Pandosia di Eraclea oggi Anglona, Napoli, Tip. Miranda, 1851.
- Tommaso Pedio, La Basilicata borbonica, Venosa, ed. Osanna, 1986.
- Tommaso Pedio, Contadini e galantuomini nelle province del Mezzogiorno d'Italia durante i moti del 1848, Matera, ed. Fratelli Montemurro, 1963.
- Tommaso Pedio, Vita politica in Italia meridionale. 1860-1870, Potenza, ed. La nuova libreria, 1966.
- Lorenzo Quilici, Forma Italiae vol I, Siris-Heraclea, Roma, Istituto di topografia antica dell'università di Roma, 1967.
- Lorenzo Quilici, Stefania Quilici Gigli, Carta Archeologica Della Valle Del Sinni. Documentazione Cartografica, L'erma Di Bretschneider, 2003, ISBN 88-8265-230-0.
- Giacomo Racioppi, Storia dei popoli della Lucania e della Basilicata, vol 1 e vol 2, Roma, Loescher, 1889.
- Tito Robertella, Nuove Luci Lucane, Avellino, ed. Menna, 1984.
- Domenico Romanelli, Antica topografia istorica del regno di Napoli, volume I, Napoli, Stamperia Reale, 1815.
- Placido Troyli, Istoria generale del Reame di Napoli, Napoli, Regio Officio Topografico, 1747.
- Ferdinando Ughelli, Italia Sacra sive da episcopis Italiae et insularum adiacentium, Venezia, Apud Sebastianum Coleti, 1721.
- Barbara Visentin, La Basilicata nell'alto Medioevo. Il caso di Santa Maria di Anglona in Basilicata Medievale a cura di Edoardo D'Angelo, Napoli, ed. Liguori, 2009, ISBN 978-88-207-4401-4.